# Dworce Chaosu (powieść)
Dworce Chaosu (tyt. oryg. Courts of Chaos) – piąta część Kronik Amberu autorstwa Rogera Zelazny’ego.

## Fabuła
Tematem książki jest wojna pomiędzy Amberem (symbolizującym Porządek, choć niekoniecznie Dobro) a Dworcami Chaosu. Amberowi grozi zniszczenie. W konflikcie dużą rolę odgrywa jeden z książąt Amberu – zdrajca Brand, który zapragnął władzy nad Światami. To on właśnie chciałby zniszczyć Amber i stworzyć go od nowa. W obliczu niebezpieczeństwa skłócona do tej pory rodzina musi się zjednoczyć. Na końcu dowiadujemy się też, dla kogo przeznaczona była opowieść Corwina (pierwsze pięć tomów cyklu).

## Wydania w Polsce
- Dworce Chaosu, wyd. Iskry 1995, tł. Piotr W. Cholewa, ISBN 83-207-1420-6.
- Dworce Chaosu, wyd. Zysk i S-ka 2001, tł. Piotr W. Cholewa, ISBN 83-7150-967-7.